# Indradevi
Indradevi, död efter 1181, var en drottning av Khmerriket, gift med kung Jayavarman VII (regeringstid 1181-1219). Hon ska ha utövat politisk inflytande, och var även aktiv som professor och diktare. 
Indradevi var äldre syster till Jayarajadevi, som hade gift sig med Jayavarman under hans tid som tronföljare. Jayarajadevi fick tillbringa en stor del av sin tid åtskild från sin make, och Indradevi tröstade henne genom att introducera henne för Buddhas skrifter: när Jayavarman slutligen besteg tronen, ska hans maka ha donerat all sin egendom åt de fattiga, och hon prisades i tempelinskriptioner för sin fromhet och generositet. Hon avled dock strax efter att maken blev kung. Jayavarman VII gifte då om sig med sin tidigare svägerska, Indradevi. 
Drottning Indradevi beskrivs som intelligent och kultiverad, och ska liksom sin syster ha utövat inflytande över statens affärer genom sin make, särskilt i trosfrågor. Hon utnämndes av maken till professor för två tempelskolor, där hon dagligen ska ha undervisat kvinnliga elever. Hon ska ha varit en lärd i sanskrit. 
Indradevi författade också dikter, en eulogi som beskrev hennes systers och makes liv.  